# Малаккська протока

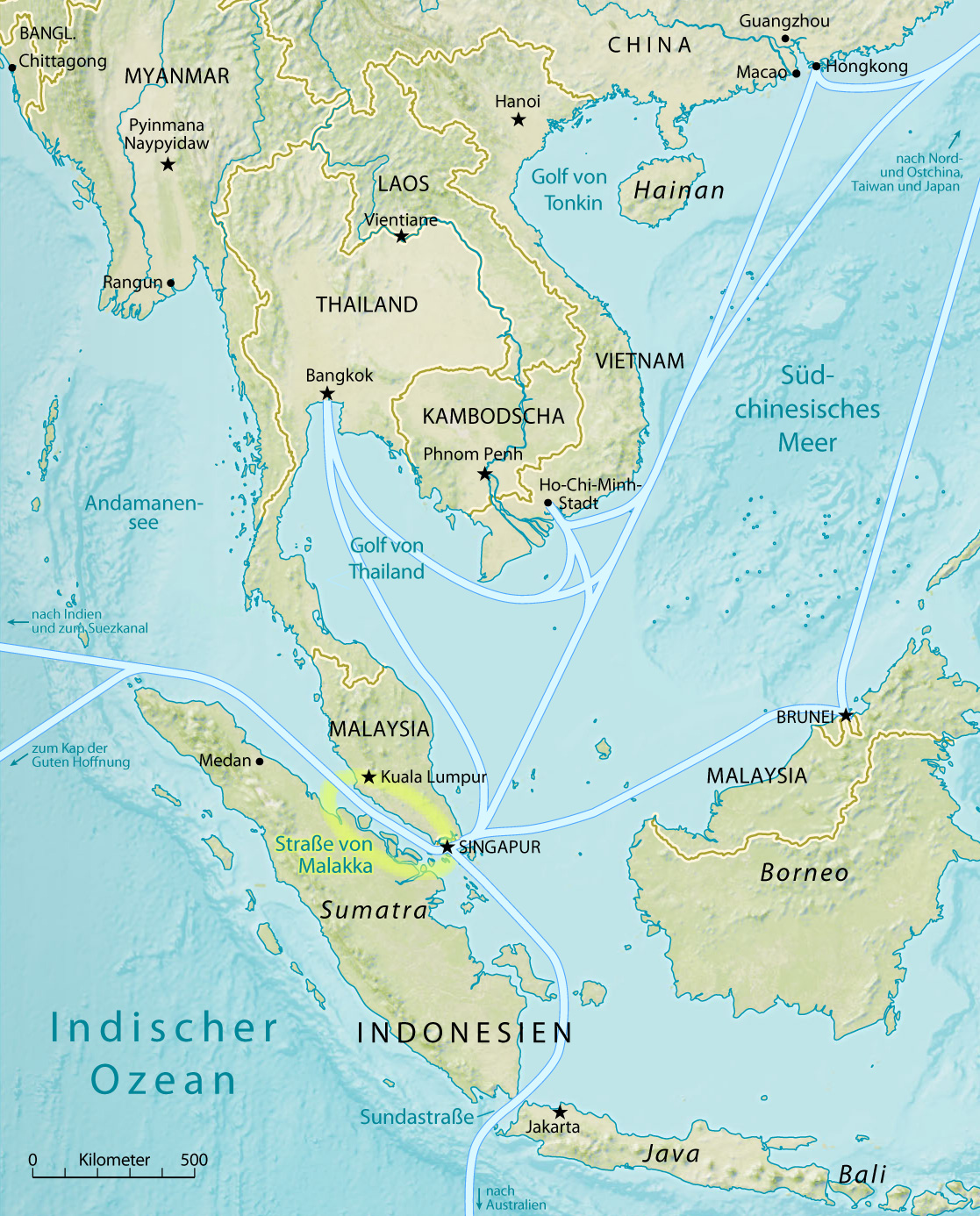

Малаккська протока (малай. Selat Melaka) — протока між півостровом Малакка та островом Суматра; сполучає Андаманське море з Південнокитайським морем через Сінгапурську протоку
- Довжина 957 км;
- Найменша ширина 15 км;
- Глибина 12 м.

## Клімат
Акваторія протоки розташована в екваторіальному кліматичному поясі. Увесь рік панують екваторіальні повітряні маси. Клімат жаркий і вологий зі слабкими нестійкими вітрами. Сезонні амплітуди температури повітря часто менші за добові. Зволоження надмірне, часті зливи й грози.

## Економічне значення протоки
У стратегічному та економічному плані Малаккська протока, разом із Суецьким і Панамським каналами, — один із найважливіших морських шляхів. Це провідний шлях, що з'єднує Індійський океан із Тихим, протокою здійснюється зв'язок між трьома найбільш населеними країнами світу — Індією, Індонезією та Китаєм. На рік через протоку проходить близько 50 тис. кораблів, які обслуговують, за різними оцінками, від однієї п'ятої до однієї четвертої усього морського товарообігу. У 2003, цим шляхом була здійснена четверта частина морських нафтоперевезень, що становить приблизно 11 мільйонів барелів на день. І, у зв'язку з постійно зростаючими потребами в нафті Китаю, Південної Кореї та Японії, ця цифра постійно зростає.
У районі каналу Філліпс поблизу узбережжя Сінгапура, вздовж 805 км, ширина фарватеру становить лише 2,5 км — це найвужче місце на маршрутах транспортування нафти у світі. Піратство стало найбільшою проблемою для протоки в останні роки. Кількість піратських нападів зросла з 25 в 1994 році до 221 у 2000-му. У 2003 році на Малаккську протоку прийшлося близько третини всіх піратських нападів у світі.
На початку 2004 року кількість нападів піратів у протоці знову різко зросла, що змусило уряди Малайзії, Індонезії та Сінгапуру організувати з липня 2004 року постійне патрулювання всієї протоки збройними силами цих країн.
Фахівці побоюються терактів — якщо комусь вдасться затопити в наймілкішому місці протоки (25 метрів) досить велике судно, це паралізує всю транспортну артерію і матиме колосальний руйнівний ефект для всієї світової торгівлі.
Ще однією небезпекою для морського шляху через протоку є задимлення в результаті щорічних лісових пожеж на острові Суматра. Видимість у такі періоди знижується до 200 метрів, що може призводити до затримок суден і навіть до катастроф. Дим також сприяє прихованню дій піратів і терористів.
Протока також використовується поромами, що зв'язують Малайзію та Сінгапур з сусідньою Індонезією.

## Пропозиції по розвантаженню протоки
Уряд Таїланду неодноразово виступав з пропозиціями щодо зниження навантаження на протоку. Пропонувалося, зокрема, побудувати канал через перешийок Кра, що дозволило б скоротити шлях з Африки та Азії в Тихий океан приблизно на 1000 кілометрів. Це також дало б можливість відокремити від решти території країни райони, що населяють сепаратистські налаштовані мусульмани (Паттані). Фінансові витрати і можливий екологічний збиток, проте, настільки високі, що навряд чи можна в найближчому майбутньому очікувати здійснення цих планів, попри те, що, як стало відомо «Вошингтон таймс», Китай висловив згоду фінансувати будівництво. Існує й пропозиція прокласти через перешийок нафтопровід для перевалки нафти з танкера на танкер. Прибічники цього плану стверджують, що це дозволить знизити вартість транспортування нафти в Азію приблизно на 0,50 $ за барель. М'янма також запропонувала побудувати такий трубопровід по своїй території. Існує також проєкт трубопроводу Близький Схід — Сіньцзян, будівництво якого почалося в жовтні 2004 року.
Альтернативою Малаккській протоці повинен стати і ще один морський маршрут, для організації якого планується побудувати сухопутний нафтопровід і два нафтопереробних заводи в Малайзії. Трубопровід довжиною 320 км з'єднає малайзійські штати Кедах і Келантан на півночі країни. Близькосхідна сира нафта доставлятиметься в Кедах, переробляти на місцевих НПЗ, а потім транспортуватися по трубопроводу в Келантан. Тут нафта завантажуватиметься на танкери і направлятиметься в Південнокитайське море, оминаючи Малаккську протоку і Сінгапур. Будівництво нафтопроводу розпочалось в серпні 2007 року.

## Біологія
Акваторія протоки утворює окремий морський екорегіон Малаккської протоки центральної індо-тихоокеанської зоогеографічної провінції. У зоогеографічному відношенні донна фауна континентального шельфу й острівних мілин до глибини 200 м належить до індо-західнопацифічної області тропічної зони.